# Земплінска Тепліца
Земплінска Тепліца або Земплинська Теплиця (словац. Zemplínska Teplica, угор. Szécskeresztúr) — село в Словаччині в Требішовському окрузі Кошицького краю. Село розташоване на висоті 202 м над рівнем моря. Населення — 1546 чол.
Частина предків Паннонських русинів походить із цього села, тому їхня мова взагалі не має східнослов'янський але західнослов'янський характер (основана на східнословацьких діалектах) і свідчить про те, що вони ще до часу переселення втратили свою мову, але зберегли свою віру східного обряду а водночас самоідентифікацію окрему від словаків. У селі до сих пір збереглася греко-католицька церква. Не тільки угорська назва містить слово «керестур», у 1773 році село мало назву і Кережтур (словац. Kerežtur), у 1920 році змінилася на Крижовани (словац. Križovany) або Крижановці (словац. Križanovce), у 1948—1955 роках Земплинський Святий Хрест (словац. Zemplínsky Svätý Kríž). Найбільша концентрація нащадків переселенців — Паннонських русинів у Воєводині є у Руському Керестурі, який очевидно назвали на згадку про своє рідне село.

## Географія
Протікає річка Чіжа.

## Населення
| Рік:            | 1994. | 2004.   | 2014.    | 2024.    |
| --------------- | ----- | ------- | -------- | -------- |
| Кількість осіб: | 1391  | 1466    | 1641     | 1859     |
| Різниця:        |       | +5,39 % | +11,93 % | +13,28 % |

| Рік:            | 2023. | 2024.   |
| --------------- | ----- | ------- |
| Кількість осіб: | 1855  | 1859    |
| Різниця:        |       | +0,21 % |